# Modern Papier
Modern Papier is een alternatief striptijdschrift dat in 1971 en 1972 in eigen beheer werd uitgegeven door Joost Swarte, die er veel van zijn vroege werk in publiceerde. Er zijn in totaal 10 nummers verschenen, waarna het opging in het vergelijkbare tijdschrift Tante Leny presenteert!, uitgegeven door Evert Geradts.
Modern Papier bevatte korte stripverhalen van een aantal alternatieve striptekenaars die zich in de jaren zeventig als een groep presenteerden, met onder anderen Joost Swarte, Evert Geradts, Mark Smeets en Peter Pontiac. Ze werden geïnspireerd door Amerikaanse tekenaars als Robert Crumb. De latere filmregisseur Dick Maas publiceerde twee verhalen in nummer 8 en 9.

## Index
- Stripindex Tante Leny, De Gekleurde Omelet, Modern Papier en Talent (Stichting Zet.El, 1988)